# (74450) 1999 CP25
(74450) 1999 CP25 – planetoida z pasa głównego asteroid okrążająca Słońce w ciągu 5,1 lat w średniej odległości 2,96 j.a. Odkryta 10 lutego 1999 roku.